# Piramida Userkafa

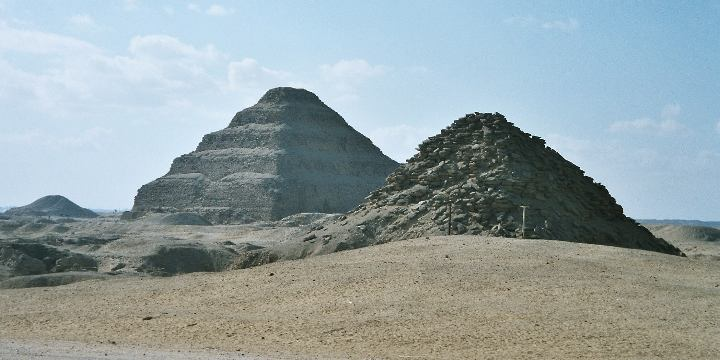
Resztki piramidy Userkafa w Sakkarze na tle piramidy Dżesera

Piramida Userkafa – piramida zbudowana przez Userkafa, władcę starożytnego Egiptu z V dynastii.
Położona jest w północnej Sakkarze, na północny wschód od piramidy Dżesera. Leży na osi północ – południe, podobnie jak grobowce władców z III dynastii. Pierwotnie liczyła 49 m wysokości, długość jej boku wynosiła 73,3 m, a kąt nachylenia ścian 53°. Została zbudowana z olbrzymich bloków z grubsza ociosanego wapienia oraz obłożona okładziną wapienną z Tury. Wejście do niej znajduje się od strony północnej. Od wejścia prowadzi korytarz, początkowo nachylony w dół o długości 19,4 m, a następnie biegnący poziomo o długości 18,5 m z kilkoma zapadniami prowadzący do przedsionka i komory grobowej. Komora ma rozmiary 7,9 × 3,1 m, obłożona jest wapieniem z Tura i ma dwuspadowe sklepienie. Wewnątrz znajduje się bazaltowy sarkofag. Od poziomej części korytarza odchodzi połączenie do dwóch magazynów.
Na zespół grobowy składają się:

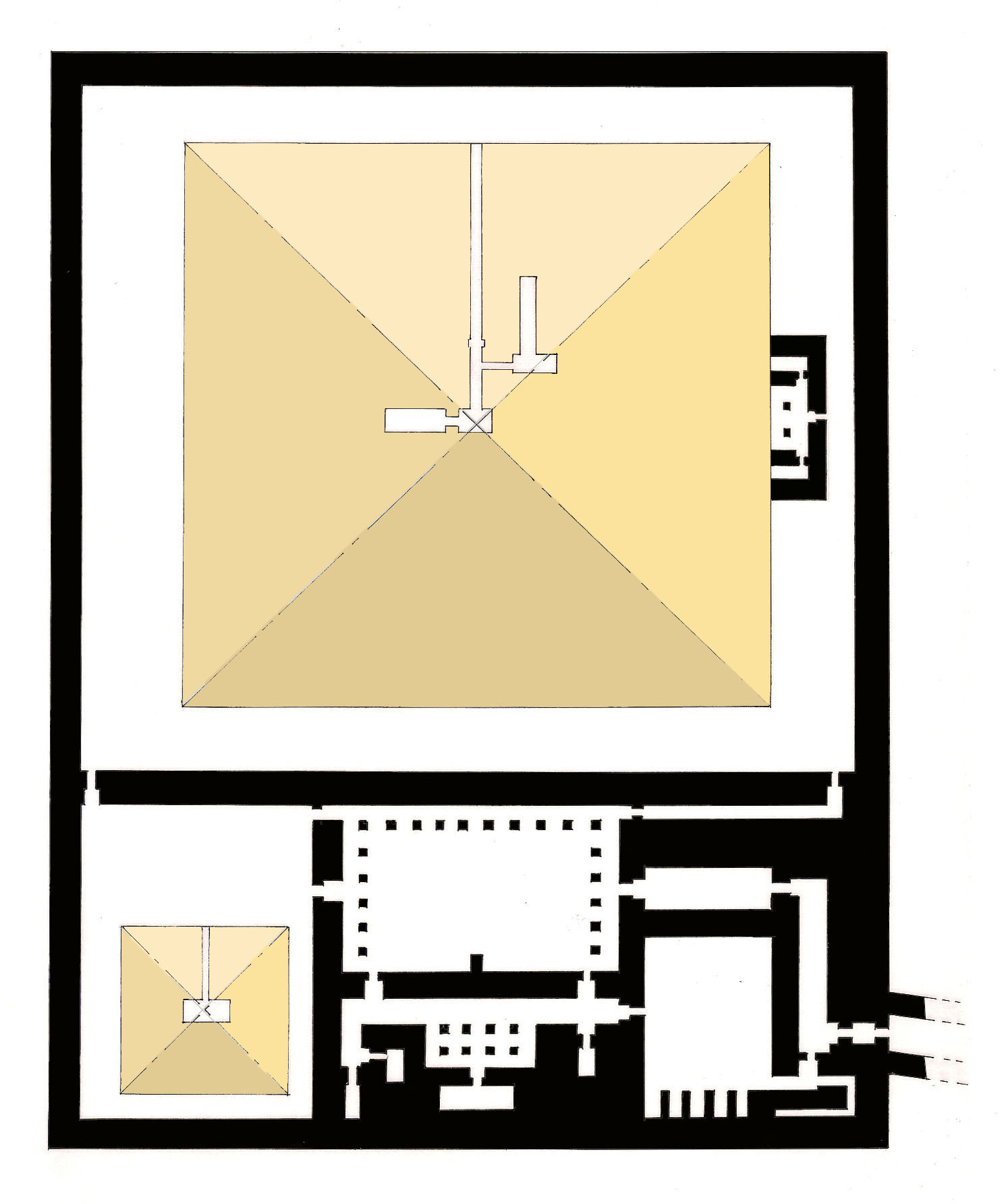
Plan zespołu grobowego Userkafa

- świątynia grobowa obejmująca trzy pomieszczenia z pozornymi wrotami leżąca po południowej stronie,
- okrąg kultowy, położony po południowej stronie, z westybulem, dziedzińcem ofiarnym z kolumnadą, salą kolumnową, pomieszczeniem z niszami, pomieszczeniem na świętą barkę oraz małą piramidą satelitarną

Za czasów Ramzesa II piramida została odrestaurowana przez Chaemuaseta. Świątynia grobowa została zniszczona już za czasów XXVI dynastii. 
Wewnątrz piramidy nie odnaleziono ciała władcy. Sama piramida znajdowała się w fatalnym stanie już w l. 20. XX wieku. Podobnie jak i inne piramidy władców V dynastii, była zrobiona niestarannie i z gorszych materiałów w porównaniu do piramid IV dynastii. Materiał z niej posłużył także w różnych okresach do budowy innych obiektów. Bloki z inskrypcjami Userkafa odnaleziono np. w zespole grobowym Amenemhata I w Liszt.
W pobliżu piramidy Userkafa spoczęła w swojej piramidzie, pierwotnie o wysokości 17 m, jego główna żona. Imienia jej nie znamy, albowiem w jej grobowcu nie zachowały się żadne inskrypcje. Niektórzy (Kozloff) przypuszczają, że była to Bunefer, córka Szepseskafa. 